# Mobile (groupe)
Pour les articles homonymes, voir Mobile.
 (décembre 2020).
Mobile est un groupe de rock indépendant et alternatif canadien, originaire de Montréal, au Québec.  
Le groupe est formé en 1999 et compte deux albums studio, Tomorrow Starts Today (2006) et Tales from the City (2008). Le groupe se sépare en 2011, mais effectue une réunion en 2016 pour célébrer le 10è anniversaire de la sortie de leur album Tomorrow Starts Today.

## Biographie

### Débuts (2000–2005)
Ils ont commencé leur carrière à Toronto, où ils faisaient la tournée des bars du centre-ville. Ils ont signé avec Interscope et Universal, une première pour un groupe de Montréal. Le groupe joue ensemble depuis une décennie. Il est composé de Matt Joly (chant), Christian Brais (guitare), Pierre-Marc Hamelin (batterie), Frank Williamson (guitare) et Dominic Viola (guitare basse). 

### Tomorrow Starts Today(2006–2007)
Leur premier album Tomorrow Starts Today est sorti le 18 avril 2006. Le vidéoclip du second extrait de cet album, Out of My Head, atteint à deux reprises le sommet du palmarès de MuchMusic et demeure dans ce palmarès pour un temps record de 22 semaines. Cette pièce a aussi atteint le top 5 du palmarès canadien Canadian BDS Airplay Chart compilant la diffusion radio d'une pièce. Aussi, Mobile ainsi que Priestess auront une de leurs chansons dans la trame sonore du jeu vidéo NHL 2007.
Début 2007, alors que les membres de Mobile sont toujours satisfaits du travail de leur maison de disques au Canada (Universal Canada), ils décident de séparer de leur représentant aux États-Unis, Interscope. En effet, Interscope aurait contribué  à créer un « buzz initial » sans soutenir ces efforts par la suite.  Mobile décide donc de s'entendre avec The Militia Group, un producteur indépendant.  Avec cette entente, le groupe participe au festival South by Southwest à Austin au Texas et fait reparaître son album aux États-Unis en mai 2007. En février 2007, Mobile est nommé aux Prix Juno pour deux prix, « nouveau groupe de l'année » et « album rock de l'année ».

### Tales from the City(2008–2010)
Le groupe entre en studio avec le producteur Jeff Saltzman en décembre 2007 pour ainsi commencer l'enregistrement d'un deuxième album, Tales from the City,qui est publié le 7 octobre 2008. Mobile publie le premier single extrait de l'album, The Killer, le 1er juillet 2008. À la fin 2008, Mobile effectue une tournée canadienne en soutien à l'album, avec Chris Cornell, qui jouera pour son album solo, Scream, à au moins sept dates canadiennes. Le batteur Pierre-Marc Hamelin quitte le groupe, et est remplacé par Martin Lavallée pour leur tournée Sound of Fiction.

### Séparation (2011)
Le 23 mars 2011, Mobile annonce sa séparation officielle. Le chanteur Mat Joly poursuivra une carrière en solo.

## Discographie

### Albums studio
- 2006 : Tomorrow Starts Today
- 2008 : Tales from the City

### Singles
- 2005 : Montreal Calling
- 2006 : Out of My Head
- 2006 : See Right Through Me
- 2006 : Dusting Down the Stars
- 2008 : The Killer